# 魏秋樺
魏秋樺（英語：Bonnie Ngai Chau Wah，1955年9月21日—），香港出生，香港女藝人，《亞洲會》創会会長。曾為佳視、亞洲電視及无綫电视資深女演員。

## 背景
魏秋樺有5名兄弟姊妹，自己排行第3。父親是一名軍人，母親則是一名舞蹈員。她從小在一個基督教家庭成長，就讀香港培道小學及香港培道中學。在校時或課餘外經常參與教會活動，又會在聖誕節目中表演唱聖詩和朗誦。喜歡旅行的魏秋樺原打算在中學畢業之後報考空姐，結果獲聘用為馬來西亞航空空中服務員。但其胞姊認為這份工作辛苦多勞動，適逢佳藝電視剛剛成立，電視台招考新演員入職。她便於1975年接受胞姊建議報讀佳視為期半年且是唯一一期的藝員訓練班，最終從2000多人當中突圍而出，獲鮑漢琳、簡而清等導師錄取為學員。當時魏秋樺雖可任職空姐，她卻未曾履職。而受訓期間，她受教於黃霑、文麗賢、簡而清等人。同屆同學除了有一班香港商業電台的旁聽播音員之外，較知名的還有李通明、白彪、鄭裕玲以及李岡。
魏秋樺畢業未幾便跟佳藝電視簽約，此後曾演出多套電視劇如《罪人》、《碧血劍》、《萍蹤俠影錄》、《金刀情俠》等，並獲周梁淑怡賞識，擔正主演《流星蝴蝶劍》、《風雷第一刀》。因著演出劇集的收視理想，當年負責藝員管理的管理層葉潔馨曾代表電視台以加薪方式留住魏秋樺（周梁淑怡曾以大幅度加薪為條件提出新合約）。直至1978年佳視倒閉後隨蕭笙轉投麗的電視，主演多套經典電視劇如1978年的《變色龍》、1979年的《奇女子》和1980年的《浮生六劫》，皆奠定其一線花旦地位。其中她於《大侠霍元甲》中扮演的秀芝为大陆观众所熟悉。其古裝扮相亦令觀眾留下印象，後來她大部分參演的劇集都以古裝劇為主，如1984年的《王昭君》、1986年的《白髮魔女傳》、《九月鷹飛》、1988年的《歷代奇女子之魚玄機》等。基本上從1988年開始至1990年代，她與當時的男朋友在越南通過成立外資公司「Hochimex Co. Ltd.」去涉足多個商業範疇，包括二手車出租、入口汽車、木材與鋼鐵、興建兼發展酒店業務及舉辦展覽會等等，更曾投資香港房地產市場。
1989年，魏秋樺約滿亞視，並因為想轉換工作環境而轉至台灣發展。留台期間，1989年華視出品的劇集《一門英烈穆桂英》使她在台灣一炮而紅，成爲她在台灣的代表作之一。其後于1995年，她加入无綫電視，且參演了《九五神雕俠侶》飾演的黃蓉一角備受好評、深得觀众認同。不過自2000年往後，魏秋樺淡出香港娛樂圈，並專注於地產界發展。間中應邀擔任亞洲電視台訪談節目嘉賓。而魏秋樺在2003年10月上旬，由曾任麗的電視高層的民主倒董力量召集人蕭若元力邀代表演藝界出席「聲討董建華大會」及2003年香港區議會選舉泛民主派造勢大會。雖已離開亞视，魏秋樺于2012年擔任亞洲會創會會長，至2016年亞洲會終止運作為止。
2017年12月31日，魏秋樺為創世電視進行花車巡遊宣傳活動，又為創世電視拍攝處境劇。2019年，她轉型做歌手，6月赴俄羅斯登台，9月在香港演出。現時基於自覺體力已不復當年，加上不再渴望拍攝劇集，她甚少於幕前演出。

## 影視作品

### 電視劇 （佳藝電視）
| 首播   | 劇名               | 角色                                  |
| 1975年 | 淑女蠻妻           |                                       |
| 1975年 | 鴛鴦譜             |                                       |
| 1975年 | 103巴士            |                                       |
| 1976年 | 罪人               | 王秀梅                                |
| 1976年 | 武則天             | 韋 妃                                 |
| 1976年 | 生死門             | 小 薇                                 |
| 1976年 | 射鵰英雄傳         |                                       |
| 1976年 | 神鵰俠侶           | 何沅君 少女裘千尺                     |
| 1976年 | 追虎擒龍           | 阿 玉                                 |
| 1976年 | 精武門             | 賣唱女                                |
| 1976年 | 獨行殺手           |                                       |
| 1976年 | 碧血劍             | 何紅藥                                |
| 1977年 | 武林外史           |                                       |
| 1977年 | 機場七七           |                                       |
| 1977年 | 萍蹤俠影錄         | 石翠鳳                                |
| 1977年 | 白髪魔女傳         | 劉秀芳                                |
| 1977年 | 細魚食大魚之西游記 |                                       |
| 1977年 | 素心蘭             |                                       |
| 1977年 | 陰差陽錯好姻緣     |                                       |
| 1977年 | 義薄雲天           |                                       |
| 1977年 | 雪艷娘             |                                       |
| 1977年 | 紅樓夢             | 尤二姐                                |
| 1977年 | 三老襟             |                                       |
| 1977年 | 鹿鼎記             |                                       |
| 1978年 | 雪山飛狐           | 王仲萍                                |
| 1978年 | 金刀情俠           | 崔玉真                                |
| 1978年 | 流星蝴蝶劍         | 孫小蝶                                |
| 1978年 | 風雷第一刀         | 翠 濃 （此片未拍攝完畢，佳視已倒閉）  |
| 1978年 | 名流情史           | 楊淑鳴 （此片未拍攝完畢，佳視已倒閉） |

### 電視劇 （麗的電視/亞洲電視）
| 首播   | 劇名                         | 角色                   |
| 1978年 | 變色龍                       | 林硯梅                 |
| 1979年 | 奇女子                       | 宋芳婷（Tina）         |
| 1979年 | 俠盜風流                     | 杜紅娟（原著：蘇蓉蓉） |
| 1979年 | 天龍訣                       | 鍾木蘭（南宮五娘）     |
| 1980年 | 浮生六劫                     | 車京生                 |
| 1980年 | 大内群英                     | 沈玉妍                 |
| 1980年 | 大内群英續集                 | 沈玉妍                 |
| 1981年 | 珠海梟雄                     | 阮白露                 |
| 1981年 | 少年黃飛鴻                   | 苗秀君                 |
| 1981年 | 大俠霍元甲                   | 王秀芝（櫻子）         |
| 1982年 | 愛情跑道                     | 孫金玲（Julia）        |
| 1982年 | 禿鷹                         | 何碧霞（Anna）         |
| 1982年 | 凹凸神探                     | 梁曼玲                 |
| 1982年 | 烽火情仇                     | 芳麗紅 李紫蘭          |
| 1983年 | 八美圖                       | 王麗花                 |
| 1983年 | 邊緣十八                     | 卓若華（Linda）        |
| 1983年 | 俄羅斯輪盤                   | 夏瑞容                 |
| 1984年 | 天堂鳥                       | 韋秀華（Eva）          |
| 1984年 | 王昭君                       | 王昭君                 |
| 1986年 | 白髮魔女傳                   | 練霓裳（玉羅刹）       |
| 1986年 | 清末四大奇案之楊乃武与小白菜 | 畢秀姑（小白菜）       |
| 1986年 | 九月鷹飛                     | 丁靈琳                 |
| 1987年 | 紅 塵                        | 藍明麗                 |
| 1987年 | 無名英雄                     | 沈曉霞                 |
| 1988年 | 歷代奇女子之魚玄機           | 魚玄機                 |
| 1994年 | 岳飛傳                       | 梁紅玉                 |

### 電視劇 （無綫電視）
| 首播   | 劇名                                | 角色            |
| 1994年 | 包青天                              |                 |
| 1995年 | 孝感動天之目蓮救母                  | 劉青提          |
| 1995年 | 神雕俠侶                            | 黃 蓉           |
| 1995年 | 新同居關係                          | Yuki            |
| 1995年 | 刑事偵緝檔案II （檔案七：紅衣女郎） | 姚美寳（May）   |
| 1996年 | 真情                                | Judy            |
| 1996年 | 十三密殺令                          | 沈師青（刀神）  |
| 1997年 | 保護證人組                          | 鄭秀英（Janet） |
| 1998年 | 乾隆大帝                            | 唐書璇          |

### 電視劇 （香港電台）
| 首播   | 劇名                   | 角色                   |
| 1981年 | 香港香港之夜           | 阿 艾                  |
| 2012年 | 賭海迷途之懸崖上的尖子 | Gordon (狄易達飾) 母親 |

### 電視劇 （台灣）

#### 台視
| 首播   | 劇名               | 角色     |
| 1984年 | 天龍劍俠           | 雪燕公主 |
| 1993年 | 唐太宗李世民       | 竇姨娘   |
| 2000年 | 包公出巡之龍鳳肚兜 | 王秋容   |

#### 華視
| 首播   | 劇名           | 角色   |
| 1989年 | 一門英烈穆桂英 | 穆桂英 |
| 1989年 | 六壯士之林覺民 | 陳意映 |
| 1991年 | 少年張三豐     | 黃天碧 |

#### 中視
| 首播   | 劇名                         | 角色           |
| 1993年 | 情定少林寺（又名：武林奇緣） | 雪子（蘇緣兒） |

### 電影
| 首播   | 劇名                            | 角色         |
| 1978年 | 愛欲狂潮                        | 秀秀         |
| 1979年 | 豪俠                            | 秀秀         |
| 1980年 | 名劍                            | 鉉姬         |
| 1981年 | 人為財死（又名：變色龍）        |              |
| 1982年 | 冷血紅番                        | 雪冰         |
| 1983年 | 妖魂                            | 水天嬌       |
| 1983年 | 車魂                            | 阿瑩         |
| 1984年 | 獵梟                            |              |
| 1984年 | 反碗底（又名：枯良枯）          | 洪珍妮       |
| 1989年 | 命賤紙贵 （页面存档备份，存于） | Lo Ying-ying |
| 1996年 | 阿金                            | 魏小姐       |
| 1998年 | 網上鬼妻                        | 魏太太       |
| 2005年 | 莫負青春                        | Lily         |
| 2009年 | 家有喜事2009                    | (客串)       |
| 2010年 | 毒禍                            | 惠梅         |
| 2021年 | 鬼同你住                        | 梁惠玲       |
| 2023年 | 失衡凶間之罪與殺                | Pauline      |

### 舞台劇
| 首播   | 劇名     | 角色   |
| 1983年 | 雷雨     | 魯四鳳 |
| 2017年 | 誰來愛我 | 卓 太  |

### 廣播劇
| 首播   | 劇名   | 角色             |
| 2005年 | 戚夫人 | 戚曉懿（戚夫人） |

### 節目主持
| 年份   | 節目                 |
| 1975年 | 這一代               |
| 1981年 | 夏日樂逍遙           |
| 1981年 | 着燈開飯睇電視       |
| 1987年 | 話説長江             |
| 2014年 | 2014人氣春晚和諧共融 |

### 綜藝節目

#### 亞洲電視
| 年份   | 節目                               |
| 1985年 | 第1屆亞洲小姐競選                  |
| 1988年 | 亞洲電視6週年台慶                  |
| 2003年 | 亞洲電視46周年台慶                 |
| 2006年 | 驃叔永遠懷念您                     |
| 2007年 | 電視風雲50年（第6集）：電視揸fit人 |
| 2008年 | 電視風雲50年（第20集）：麗的三雄   |
| 2010年 | 肥媽老友記（第19、20集）           |
| 2011年 | 亞視經典劇集話當年                 |
| 2012年 | 亞視百人（第21集）                 |
| 2012年 | 亞洲電視55周年台慶                 |
| 2012年 | 2012感動香港人物頒獎禮             |
| 2012年 | 2013亞洲電視節目巡禮               |
| 2012年 | 2012亞洲小姐競選大中華總決賽       |
| 2013年 | 我要上ATV春晚（第2集）             |
| 2013年 | 2012亞洲小姐競選總決賽             |
| 2013年 | 2013人氣春晚唱紅亞洲               |
| 2013年 | 星動亞洲                           |
| 2013年 | 亞洲電視56周年台慶                 |
| 2013年 | 2013感動香港人物評選講演會         |
| 2013年 | 2013亞洲小姐大中華總決賽           |
| 2014年 | 高志森微博（第120集）              |
| 2014年 | 529台慶創勢力                      |
| 2014年 | 2014亞洲小姐競選總決賽             |
| 2014年 | 2014感動香港人物頒獎禮             |
| 2015年 | ATV這一家（第13集）                |
| 2015年 | 萬眾同心撐亞視                     |
| 2015年 | 永遠懷念您邱德根先生               |
| 2015年 | ATV歲月如歌大賞                    |
| 2015年 | 亞視光輝歲月（第3、5集）           |
| 2015年 | 2015感動香港人物頒獎禮             |

#### 無綫電視
| 年份   | 節目                   |
| 2010年 | 大廚出馬（第14集）     |
| 2010年 | 金曲擂台（第1集）      |
| 2016年 | Sunday好戲王（第16集） |
| 2020年 | 流行經典50年           |

#### 台视
| 年份   | 節目              |
| 1986年 | 综艺金榜1986      |
| 1986年 | 彩虹飞月 中秋特辑 |

#### 有綫電視
| 年份   | 節目                 |
| 2012年 | 還看當年（第2集）    |
| 2013年 | 掃毒大家庭（第14集） |
| 2016年 | 食得有法補（第8集）  |

#### 奇妙電視
| 年份   | 節目     |
| 2018年 | 喜出望外 |

#### 創世電視
| 年份   | 節目           |
| 2018年 | 喜樂婆婆會客室 |

#### 精彩電視台
| 年份   | 節目                                    |
| 2022年 | 小肥豬週記 第三季（第15、16、17、18集） |

## 个人荣誉

### 獲獎纪綠
| 年份   | 頒獎/機構                | 獎項                       | 結果 |
| 1982年 | 香港《華僑晚報》主辦     | 「十大電視明星」金球奬     | 獲獎 |
| 1986年 | 香港《華僑晚報》主辦     | 「十大電視明星」金球奬     | 獲獎 |
| 2012年 | 香港亞洲電視55周年慶典   | 「專業精神獎」奬           | 獲獎 |
| 2019年 | 2019年亞洲最具影響力盛典 | 最具影響力專業演員貢獻大獎 | 獲獎 |

### 提名纪綠
| 年份   | 頒獎/機構            | 獎項             | 結果 |
| 2012年 | 亞洲電視55周年頒獎禮 | ATV 55年女藝人獎 | 提名 |

## 外部連結
- 娓美神話—魏秋樺
- 魏秋樺香港影庫 （页面存档备份，存于）
- 香港電影資料館 （页面存档备份，存于）
- 魏秋樺在豆瓣上的资料（简体中文）
- 魏秋樺的新浪微博